# موسى (صنعاء القديمة)

تعديل مصدري - تعديل

حارة موسى هي إحدى حارات مدينة صنعاء القديمة، بلغ تعداد سكانها 480 نسمة حسب تعداد اليمن لعام 2004.